# Nacionalno prvenstvo ZDA 1910
Nacionalno prvenstvo ZDA 1910 v tenisu.

## Moški posamično
William Larned :  Thomas C. Bundy  6-1 5-7 6-0 6-8 6-1

## Ženske posamično
Hazel Hotchkiss Wightman :  Louise Hammond  6-4, 6-2

## Moške dvojice
Fred Alexander /  Harold Hackett :  Tom Bundy /  Trowridge Hendrick 6–1, 8–6, 6–3 

## Ženske dvojice
Hazel Hotchkiss Wightman /   Edith Rotch  :  Adelaide Browning /  Edna Wildey 6–4, 6–4 

## Mešane dvojice
Hazel Hotchkiss Wightman /  Joseph Carpenter, Jr. :  Edna Wildey /  Herbert Morris Tilden 6–2, 6–2